# جزیره مافیا
جزیره مافیا (به انگلیسی: Mafia Island) بخشی از مجمع‌الجزایر زنگبار تانزانیا است. این جزیره جزء یکی از شش منطقه منطقه استان پوانی است. جزیره مافیا زیر نظر مستقیم تانزانیا قرار دارد و جزء منطقه خودمختار زنگبار نیست.
طبق سرشماری سال ۲۰۰۲، جمعیت بخش مافیا ۴۰٬۸۰۱ نفر اعلام شد؛ و اقتصاد جزیره مافیا مبتنی بر ماهی‌گیری می‌باشد. اما گردشگران نیز این جزیره را برای غواصی، ماهیگیری و استراحت انتخاب می‌کنند.

## جغرافیا
منطقه جزیره مافیا شامل یک جزیره بزرگ (۳۹۴ کیلومتر) و چندین جزیره کوچک‌تر است. شایعاتی در این جزیره مبنی بر وجود اسب آبی کوتوله وجود داشت که در سال ۲۰۱۳ به خاطر اولین رویت مستند این گونه توسط دو توریست وجود این جانور در جزیره تأیید شد.

## فرودگاه

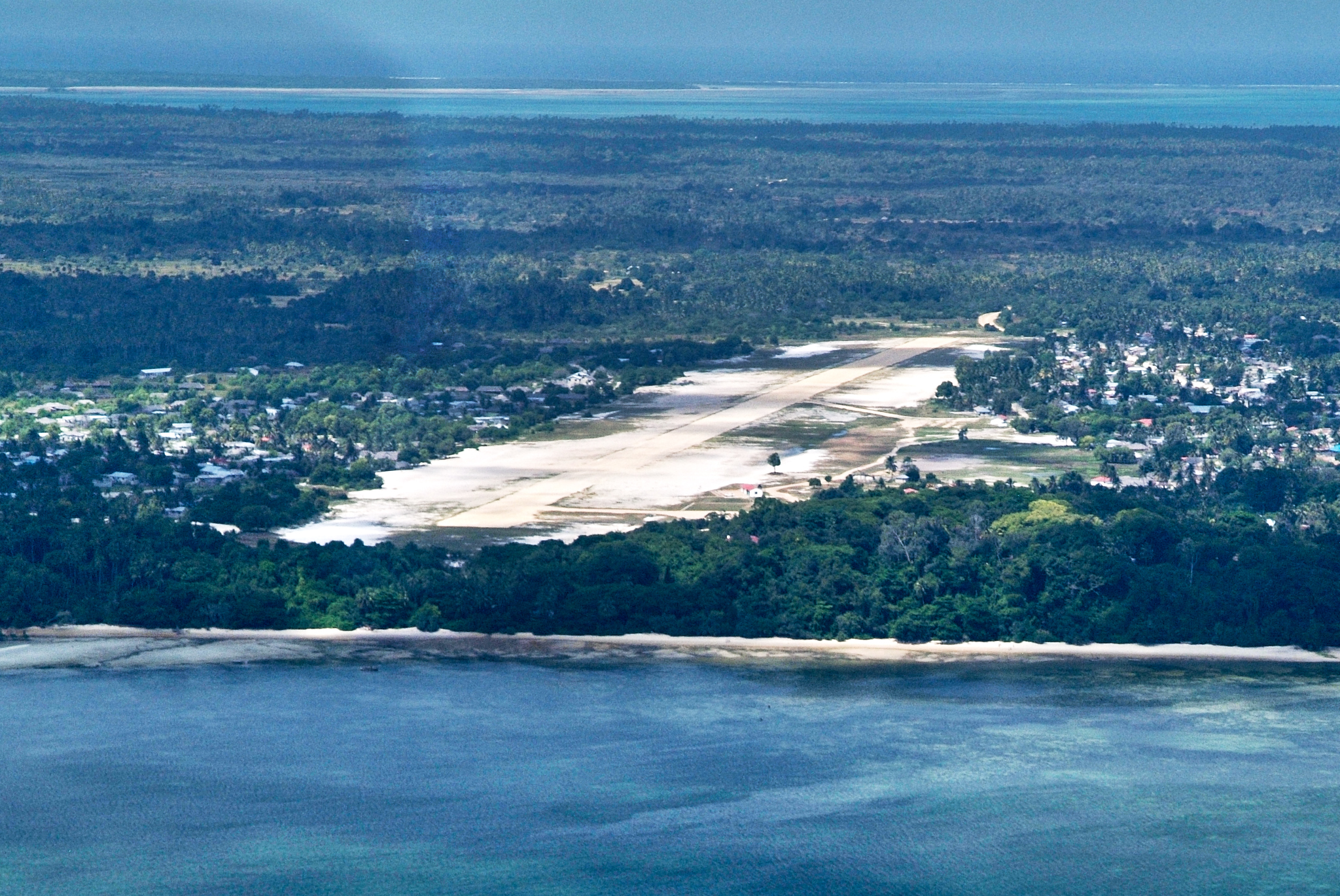
فرودگاه جزیره مافیا

از شهر دارالسلام (تانزانیا) می‌توان با پرواز مستقیم به این جزیره رفت.

## توضیحات

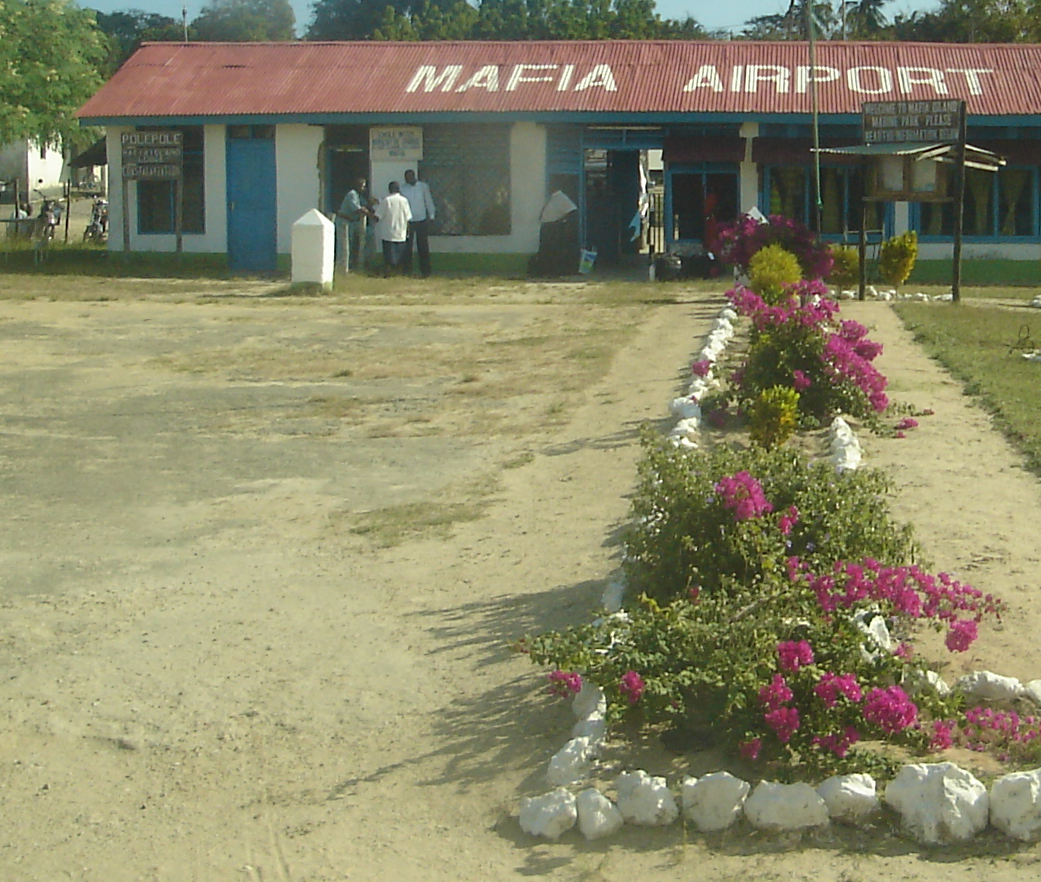
فرودگاه جزیره مافیا

منطقه مافیا به لحاظ اداری به هفت بخش تقسیم شده‌است که با مساحت و جمعیت را در جدول مشاهده می‌کنید.
| بخشها       | مساحت کیلومتر مربع | جمعیت در سال ۲۰۰۲ | روستاها                             |
| ----------- | ------------------ | ----------------- | ----------------------------------- |
| Baleni      | ۱۳۲٫۱              | ۹۱۳۷              | Baleni, Kungwi, Ndagoni, Chunguruma |
| Jibondo     | ۲۱٫۹               | ۳۴۰۵              | Jibondo, Chole, Juani               |
| Kanga       | ۵۲٫۷               | ۳۳۱۷              | Kanga, Bweni                        |
| Kilindoni   | ۳۶٫۸               | ۱۱۶۹۶             | Kilindoni, Dongo                    |
| Kirongwe    | ۷۷                 | ۵۲۶۰              | Kirongwe, Jimbo, Banja, Jojo        |
| Kiegeani    | ۴۰٫۳               | ۳۳۷۹              | Kiegani, Marimbani                  |
| Mibulani    | ۵۲٫۳               | ۴۳۶۳              | Miburani, Mlongo, Chemchem          |
| جزیره مافیا | ۴۱۳                | ۴۰۸۰۱             | ۲۰ روستا                            |